# Ann Hamilton
Ann Hamilton (ur. 22 czerwca 1956 w Limie w stanie Ohio) – amerykańska artystka współczesna zajmująca się rzeźbą, instalacją, fotografią, sztuką wideo i performance. W 2014 została odznaczona Narodowym Medalem Sztuk.
Studiowała geologię i literaturę na St Lawrence University w Canton w stanie Nowy Jork, projektowanie tkanin na Uniwersytecie Kansas oraz rzeźbę na Uniwersytecie Yale.
Stworzyła wiele drogich i znacznych rozmiarów instalacji, których wykonanie wymagało pracy dużej liczby ochotników. Przykładem może być instalacja Privation and excesses (1989), na którą składało się 750 tysięcy pensów zanurzonych w miodzie.
W 1991 reprezentowała Stany Zjednoczone na 21. Międzynarodowym Biennale w São Paulo, a osiem lat później także na Biennale w Wenecji.